# Sunny Summer
«Sunny Summer» (с англ. — «Солнечное лето») — седьмой мини-альбом южнокорейской гёрл-группы GFriend. Альбом является их первым специальным «летним альбомом». Он был выпущен Source Music 19 июля 2018 года и распространён kakao M.

## Композиция
Альбом содержит пять песен, в том числе одноименный заглавный трек «Sunny Summer», трек был описанн Billboard как имеющий «воздушный, буйный вокал, который подпрыгивает над мелодией, [песня] управляется освежающими вокальными тонами группы, когда они поют о незабываемом лете вместе».

## Трек-лист
| №                   | Название                                          | Текст песни                  | Музыка                                                | Arrangement                                      | Длительность |
| ------------------- | ------------------------------------------------- | ---------------------------- | ----------------------------------------------------- | ------------------------------------------------ | ------------ |
| 1.                  | «Sunny Summer» (여름여름해; Yeoreumyeoreumhae)    | Duble Sidekick Black Edition | Duble Sidekick Black Edition                          | Duble Sidekick                                   | 3:18         |
| 2.                  | «Vacation»                                        | Iggy Youngbae                | Iggy Youngbae                                         | Iggy Youngbae                                    | 3:24         |
| 3.                  | «Sweety»                                          | Mio                          | Mio                                                   | Mio                                              | 3:13         |
| 4.                  | «Windy Windy» (바람 바람 바람; Baram Baram Baram) | Boombastic                   | Boombastic                                            | Boombastic                                       | 3:16         |
| 5.                  | «Love in the Air»                                 | No Joo-hwan                  | Andreas Öberg Darren Smith Sean Alexander No Joo-hwan | Andreas Öberg Darren Smith Avenue 52 No Joo-hwan | 3:40         |
| Общая длительность: | Общая длительность:                               | Общая длительность:          | Общая длительность:                                   | Общая длительность:                              | 16:51        |

## Чарты

### Еженедельные чарты
| Чарт (2018)                       | Пиковая позиция |
| --------------------------------- | --------------- |
| Япония (Oricon)                   | 112             |
| Республика Корея (Gaon)           | 2               |
| Китайская Республика (Five Music) | 1               |
| США (Billboard)                   | 13              |

### Итоговый чарт
| Чарт                    | Пиковая позиция |
| ----------------------- | --------------- |
| Республика Корея (Gaon) | 79              |

## Продажи
| Регион                  | Продажи |
| ----------------------- | ------- |
| Республика Корея (Gaon) | 54,913+ |
| Япония (Oricon)         | 1,159+  |